# Campeonato Alagoano 1927
In 1927 werd het eerste Campeonato Alagoano gespeeld voor voetbalclubs uit de Braziliaanse staat Alagoas. De competitie werd georganiseerd door de Federação Alagoana de Futebol en werd gespeeld van 24 april tot 11 september. CRB werd kampioen.

## Eindstand
| Plaats | Club       | Wed. | W | G | V | Saldo | Ptn. |
| ------ | ---------- | ---- | - | - | - | ----- | ---- |
| 1.     | CRB        | 6    | 6 | 0 | 0 | 20:1  | 12   |
| 2.     | CSA        | 6    | 5 | 0 | 1 | 35:3  | 10   |
| 3.     | Vera Cruz  | 6    | 4 | 0 | 2 | 13:14 | 8    |
| 4.     | Tiradentes | 6    | 2 | 1 | 3 | 4:23  | 5    |
| 5.     | Barroso    | 6    | 2 | 0 | 4 | 3:13  | 4    |
| 6.     | Uruguai    | 6    | 0 | 2 | 4 | 5:14  | 2    |
| 7.     | Flamengo   | 6    | 0 | 1 | 5 | 5:17  | 1    |

|  | Kampioen |

## Kampioen
| Campeonato Alagoano de 1927 |
| Alagoas                     |
| --------------------------- |
| CRB Kampioen (1° titel)     |